# Вилијам Ле Барон Џени
Вилијам Ле Барон Џени (енгл. William Le Baron Jenney; Ферхавен, 15. септембар 1832 — Масачусетс, 14. јун 1907), био је амерички архитекта и инжењер.

## Биографија
Вилијам Ле Барон Џени био је ученик централне школе у Паризу (фр. École centrale Paris) од 1853. до 1856. године. Учествовао је активно у изграђенњу града Чикага након великог пожара који је задесио град раног уторка 10.10.1871. године. Вилијам је измислио технику изградње челиком и по његовом смотром изграђене су облакодери по архитектури Чикашке школе.

### Живот и каријера
Џени је рођен у Ферхејвену у Масачусетсу 25. септембра 1832, као син Вилијама Проктора Џенија и Елајзе Ле Барон Гибс. Џенијево формално образовање је започело у Филипсовој академији у Андоверу 1846. године, и у Ловренцовој научној школи у Харварду 1853. године. Касније је прешао у Централну школу уметности производње (Централна париска школа) да студира инжењерство и архитектуру.[1]
У Централној париској школи, он је прошао кроз обуку у најнапреднијим техникама гвоздених конструкција тог времена, и упознао се са класичном функционалистичком докрином Жан-Никола-Луја Дуранда (1760-1834) - професора архитектуре на Политехничкој школи. Он је дипломирао 1856. године, годину дана након свог школског друга, Гистава Ајфела, који је дизајнирао Ајфелов торањ.[7]
Године 1861, он се вратио у САД како би се придружио војсци Уније као инжењер током грађанског рата, дизајнирајући утврђења за генерале Шермана и Гранта. До краја рата стекао је чин мајора, и био је главни инжењер при Нашвилском штабу Уније.[1] Након рата, 1867. године, Џени се преселио у Чикаго у Илиноису и основао своју архитектонску фирму, који се специјализовала у области комерцијалних зграда и урбанистичког планирања.
При крају 1870-их, он је путовао сваке недеље до Ен Арбора у Мичигену, да би започео и предавао у архитектонском програму при Универзитету у Мичигену. У каснијим годинама будући челници чикашке школе попут Луиса Саливана, Данијела Бернама, Вилијама Холабирда и Мартина Роша, обављали су своју архитектонску обуку као Џенијево особље.[1] Дана 8. маја 1867, Џени и Елизабета „Лизи” Хана Коб из Кливленда у Охају су се венчали.[7] Они су имали двоје деце Макса и Франсис.[7]
Џени је изабран за сарадника у Америчком институту архитеката 1872. године, а пуни члан је постао 1885. године. Он је био је први потпредседник од 1898 до 1899. године.[4] У Чикагу је пројектовао зграде Лудингтон и Менхетн, које су изграђене 1891. године и касније су стекле звање националних историјских знаменитости. Он је такође дизајнирао Хортикултурну зграду за Светску колумбијску изложбу (1893) у Чикагу.

## Оставштина
Он је умро је 15. јуна 1907. у Лос Анђелесу у Калифорнији. Након Џенијеве смрти, његов пепео је расут по гробу његове жене, лоцираном непосредно јужно од секције „Вечне тишине” на аптаунском гробљу Грејсланд.[5] Године 1998, Џени је био рангиран на 89. месту у књизи 1000 година, 1.000 људи: Рангирање мушкараца и жена који су обликовали миленијум.[7]
Оригиналне Џенијеве белешке и документи, укључујући „Џенијеву холографску бележницу из 1884. године, која садржи између осталог структурне прорачуне за здраду Кућног осигурања, и његову недатирану скицу под називом Кључ небодера”, чувају се у Уметничком институту Чикага.